# Cuéntame (album)
Cuéntame è il sesto album in studio della cantante e attrice messicana Lucerito, pubblicato nel 1989.

## Tracce
1. Tanto – 3:28 (Di Felisatti, José Ramón Florez)
2. Esta Naciendo un Amor – 3:28 (Gonzalo Benavides)
3. Cuéntame – 3:28 (J.R. Florez, Cesar Valle)
4. Caso Perdido – 3:23 (J.R. Florez, C. Valle)
5. Tiempo de Amarte – 3:24 (Miguel Blasco, Loris Ceroni, J.R. Florez)
6. Me Gusta Tu Dinero – 3:10 (J.R. Florez, C. Valle)
7. Corazón a la Deriva – 3:51 (J.R. Florez, C. Valle)
8. Nada Duele Más Que Tu Ausencia – 3:38 (J.R. Florez, C. Valle)
9. Lento – 3:57 (M. Blasco, L. Ceroni, J.R. Florez)
10. Hojas Secas – 4:12 (Neil Tennant, Chris Lowe, J.R. Florez, C. Valle)
11. Madre – 4:12 (D. Felisatti, J.R. Florez)